# La Vancelle
La Vancelle (Duits: Wanzel) is een gemeente in het Franse departement Bas-Rhin (regio Grand Est) en telt 410 inwoners (2005). De plaats maakt deel uit van het arrondissement Sélestat-Erstein.

## Geografie
De oppervlakte van La Vancelle bedraagt 7,9 km², de bevolkingsdichtheid is 51,9 inwoners per km².
De onderstaande kaart toont de ligging van La Vancelle met de belangrijkste infrastructuur en aangrenzende gemeenten.

## Demografie
Onderstaande figuur toont het verloop van het inwonertal (bron: INSEE-tellingen).